# Presse people
La presse people, presse à scandale ou presse à sensation, est une catégorie de publications traitant de l'actualité et de la vie privée des personnes publiques et des célébrités, essentiellement au moyen de reportages photographiques accompagnés de titres accrocheurs et de textes succincts.
Une partie de ces photos est fournie par des paparazzi.
On parle parfois de tabloïd par analogie au format du papier, ces journaux étant généralement imprimés dans ce format réduit (41 × 29 cm).
La presse people est principalement composée de magazines hebdomadaires, comme c'est le cas en France.
Dans les pays anglo-saxons, la presse quotidienne populaire, dite tabloid, est souvent associée à la presse people.
Depuis la fin des années 1990, le phénomène a pris de l'ampleur, au point qu'on parle d'une « peopolisation » des autres catégories de la presse. En France, les magazines de la presse de télévision, mais aussi certains quotidiens d'information générale (Le Parisien, 20 minutes), accordent de plus en plus de place à l'actualité des célébrités.

## Historique

### Débuts
Le premier exemplaire du Mercure Galant, paru en 1672, promettait déjà que « les curieux des nouvelles et les provinciaux et les étrangers qui n'ont aucune connaissance de plusieurs personnes d'une grande naissance ou d’un grand mérite dont ils entendent souvent parler apprendront dans ce volume, et dans les suivants, par où ils sont recommandables et ce qui fait estimer ».
La presse people tire son origine des premières rubriques mondaines apparues dans les quotidiens généralistes, comme L'Illustration ou Excelsior, à la fin du XIXe siècle. Ces rubriques, sans illustration, détaillaient principalement les visites officielles des monarques ou la liste des nobles participant à un gala de bienfaisance. Le but affiché reste toutefois purement informatif. À la même époque, d'autres publications évoquent la vie des élites (grandes fortunes, artistes, aristocrates) mais à destination d'un lectorat particulièrement élitaire : elles rendent compte, par exemple dans Gil Blas des informations mondaines du Tout-Paris, permettant parfois à quelques ambitieux de se fabriquer une notoriété grâce à l'aide de journalistes, ou bien conduisent certaines personnalités menacées par un scandale à payer le journal afin qu'il ne publie pas d'information compromettante le concernant : ce type de presse disparaît avec la Première Guerre mondiale.

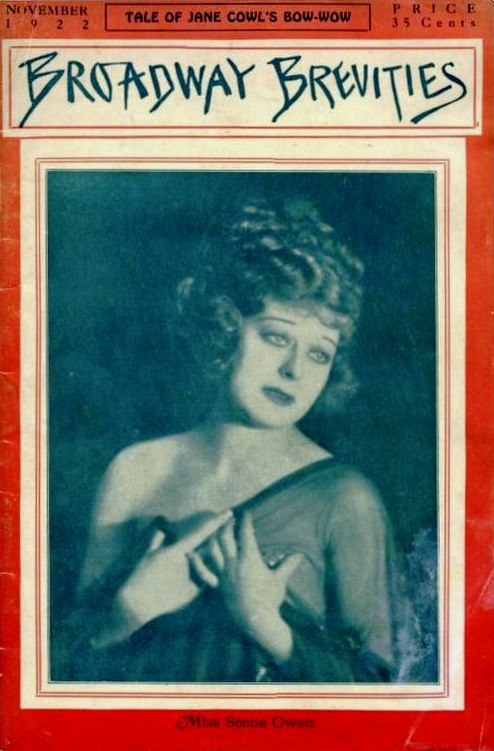
Seena Owen en couverture de Broadway Brevities, 1922.

Lors des Roaring Twenties, la presse britannique décrit inlassablement les fêtes des Bright Young People, devenues stars d'un jour. Dans les années 1930, le genre trouve un nouveau souffle par l'intermédiaire de la presse cinématographique et des journaux féminins. Les articles sont agrémentés de photographies mais s'immiscent encore rarement dans la vie privée. Dans le contexte de l'essor du cinéma hollywoodien et du music-hall, il s'agit aussi pour le public de connaître davantage d'informations sur les stars qu'il admire (comme Marlene Dietrich, Gary Cooper, Jean Gabin ou encore Joséphine Baker).

### Après la Seconde Guerre mondiale
En France, en 1937, Paris-Soir de Pierre Lazareff étend ce mode de journalisme à la politique, réalisant ainsi un reportage intime sur Adolf Hitler à Berchtesgaden, où il est question de ses loisirs, mais sans jamais parler du nazisme. Toutefois, après la Seconde Guerre mondiale, les informations à sensation migrent des rubriques des journaux vers les magazines, la presse quotidienne sérieuse choisissant de se recentrer sur ses sujets de prédilection. En 1945 naît ainsi Noir et Blanc, tirant rapidement à 200 000 exemplaires, et qui rend compte de la vie des vedettes, notamment les familles royales. La liaison entre la princesse britannique Margaret et le roturier marié Peter Townsend passionne ses lecteurs. En 1945, Nuit et Jour fait sa une sur le Premier ministre Winston Churchill « en vacances » et sur « les amours secrètes d'Adolf Hitler ». Parmi les autres titres créés à la même époque, on compte Ici Paris, qui modifie sa ligne éditoriale pour se consacrer aux histoires de stars et d'aristocrates, ou encore Point de vue. Au bord de la faillite, Paris Match, sous l'impulsion du numéro 2 de Jean Prouvost, Philippe Boegner, décide d'opérer un virage en achetant désormais cher certaines photographies afin de créer des unes marquantes : c'est un succès, et le magazine titre désormais sur l'ascension de l'Annapurna par Maurice Herzog en 1950 ou encore la mort de Philippe Pétain et du roi britannique George VI. En juin 1953, le couronnement de sa fille Élisabeth II est vendu à 1,3 million d'exemplaires.

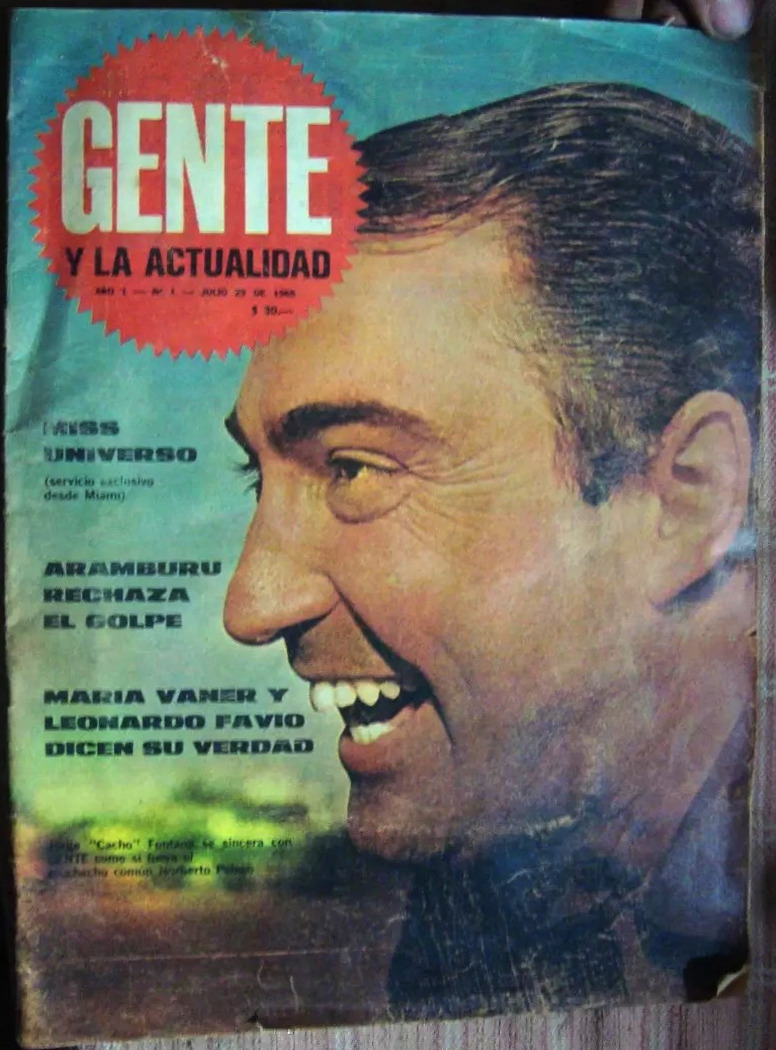
Gente, couverture du premier numéro (1965).

S'inspirant de certains tabloïds anglais, France Dimanche opère également en 1956 un virage éditorial pour ne parler que de la vie des stars : devenu le premier magazine people du pays avec un tirage à 1,3 million d'exemplaires, il fait imprimer sur sa manchette : « la plus forte vente des hebdomadaires français ». Voulant copier ce succès dans une publication quotidienne, Cino Del Duca sort en 1959 Paris Jour, qui mêle de nombreuses informations, comme l'explique l'historien Christian Delporte : « Le politique et l'international, minorés, côtoient le fait divers, les indiscrétions, l'astrologie, les mariages royaux, les vedettes de la chanson, et même la photo de pin-up dénudée, en page intérieure. Les articles sont courts, les titres percutants, familiers, à la limite de la vulgarité ». L'hétérogénéité de cette expérience façon tabloïd nuit cependant à la lisibilité de Paris-Jour, qui ne rencontre pas le succès attendu et disparaît en janvier 1972. Un certain nombre des autres titres créés après la Libération poursuivent cependant leur bonne santé éditoriale, par ailleurs portée par le développement de la télévision, mais ces publications restes peu intrusives et les procès sont rares. En juillet 1970, la loi sur le respect de la vie privée parachève le choix de conserver ces limites.
En 1987, Axel Ganz lance Voici, un hebdomadaire beaucoup plus intrusif sur la vie privée des personnalités, qui choisit de mobiliser les revenus de ses ventes et de ses publicités pour financer d'éventuels procès. En 1997, le magazine en compte ainsi 170 mais le succès est au rendez-vous, Voici tirant à 800 000 exemplaires. Afin de rester concurrentiels, d'autres magazines font de même, mais la mort de la princesse Diana détourne le public de ce genre de presse, dont les dérives sensationnalistes sont conspuées.

### AuXXIesiècle

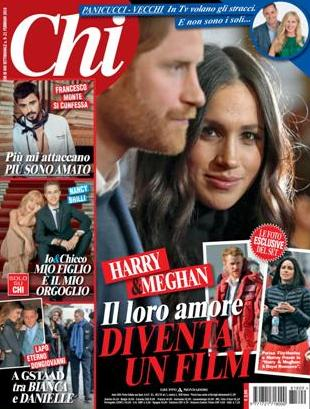
Couverture du magazine italien Chi en 2018.

Au début des années 2000 en France, la presse people en revient donc pour un temps à des histoires plus sages, bientôt modifiées par l'essor de la téléréalité et le lancement de nouveaux titres, comme Public en 2003 et Closer deux ans plus tard, même si le marché français semble toujours rester réfractaire à l'imitation des tabloïds anglo-saxons plus trash comme The Sun ou The Daily Mirror.
Au XXIe siècle, la presse people a eu — du moins jusqu'à l'été 2012 — des tirages toujours plus élevés, ce qui participe à la destruction progressive de la vie privée, et est à l'origine de nombreux scandales. Une curiosité plus ou moins malsaine à l'égard des personnalités politiques y apparaît depuis 2007 alors que la classe politique jouissait auparavant d'un certain respect de la part de cette presse.
Ces magazines connaissent régulièrement des procès pour atteinte à la vie privée. Ainsi, en septembre 2012, le prince William et son épouse Kate, la duchesse de Cambridge, portent plainte contre le magazine Closer.

## En France

### Diffusion
En 2007, sept hebdomadaires français étaient considérés comme faisant partie de la « presse à scandale » par l'Office de justification de la diffusion (OJD).
| Titre           | Éditeur (groupe)               | Diffusion          |
| --------------- | ------------------------------ | ------------------ |
| Paris Match     | Lagardère Active               | 690 000 (2009)     |
| Voici           | Prisma Presse                  | 380 000 (2011)     |
| Closer          | Emap France (Mondadori)        | 350 000 (2014)     |
| Ici Paris       | Hachette Filipacchi Médias     | 340 000 .......... |
| Public          | Hachette Filipacchi Médias     | 380 000 .......... |
| Gala            | Prisma Presse                  | 270 000 (2013)     |
| France Dimanche | Hachette Filipacchi Médias     | 470 000 (2014)     |
| Point de vue    | L'Express-Expansion (Roularta) | 270 000 (2006)     |

Ces sept titres totalisent ainsi plus de 3 millions d'exemplaires vendus chaque semaine en France.
En 2006, un huitième titre était venu s'ajouter à cette liste, lorsque la filiale française du groupe allemand Bauer avait lancé Bon Week, un hebdomadaire présenté comme un « féminin-people ». L'objectif de ventes était fixé à 680 000 exemplaires, mais le nouveau magazine n'était pas parvenu à dépasser les 300 000. Il a cessé de paraître.
En 2021, on estime que 75 % du lectorat de la presse-people sont des femmes.

### Paris Match
Connu pour ses couvertures accrocheuses, l'hebdomadaire Paris Match (714 679 exemplaires par semaine de diffusion France payée en 2005), est répertorié dans la catégorie « Actualité générale » par l'OJD[Passage contradictoire]. Si Paris Match traite de sujets politique, société ou culture, le magazine a traditionnellement toujours consacré une large place à la vie privée des célébrités, notamment en couverture.
Paris Match reste le seul magazine francophone à pouvoir débourser 50 000 ou 100 000 euros pour un sujet paparazzi particulièrement « vendeur », ses concurrents français ne dépassant que rarement les 30 000 euros, sauf pendant l'âge d'or du magazine Gala, sous la direction de Marc Fourny, où les scoop photos pouvaient parfois se négocier à plus de 100 000 euros[réf. souhaitée].

### Autres médias liés à la presse people
- Agence Presse et Médias
- Bestimage
- Gamma (agence)
- Presse événements Magazine

## Au Royaume-Uni
Un tabloïd est un support de presse relevant de la presse dite people ou de la presse à sensation : grandes photographies, gros titres, journalisme superficiel. Initialement, le tabloïd est un supplément non journalier d'un quotidien publié au format tabloïd c'est-à-dire en demi-format, le mot est dérivé du mot français tablette (1926).
Comme aux États-Unis, certains magazines hebdomadaires sont devenus de plus en plus populaires depuis les années 2000. Leurs ventes ont toutefois commencé à chuter à la fin des années 2000, notamment en raison de l'apparition de la presse numérique mais surtout à la suite du scandale qui a touché New of the World, tabloïd utilisant des méthodes contestées (écoutes téléphoniques, diffamation, etc.) afin d'obtenir des informations ; le journal ferme en 2011 et un procès est organisé. Une enquête publique doit accoucher de la création d'un régulateur de la presse, actuellement en débat au Parlement.

### Liste de tabloïds britanniques
- Daily Star (fondé en 1978) / Daily Star Sunday
- The People (fondé en 1881) — appartient à Trinity Mirror
- The Daily Mirror (fondé en 1903) / Sunday Mirror (fondé en 1915) — appartient à Trinity Mirror
- The Daily Sport / The Sunday Sport
- The Sun (fondé en 1964) / News of the World (fondé en 1843) — appartient à News Corporation
- Daily Mail (fondé en 1896) / The Mail on Sunday
- Daily Express (fondé en 1900) / Sunday Express

### Liste de magazines hebdos britanniques
- Heat (fondé en 1999)
- Hello! (fondé en 1988, équivalent à Ohla !)
- OK! (fondé, comme mensuel, en 1993)
- New!

## Aux États-Unis

### Presse hebdomadaire
Aux États-Unis, les titres de la presse people sont regroupés sous l'appellation « Celebrity magazines ». Les principaux titres sont les hebdomadaires People, Us Weekly, In Touch Weekly, Star et The National Enquirer. En 2004, ces celebrity magazines ont représenté, à eux seuls, un tiers des ventes en kiosque de la presse américaine, avec un chiffre d'affaires de 783 millions de dollars. Sur le même marché, se trouvent des titres davantage destinés à un lectorat féminin, comme O (magazine créé par Oprah Winfrey), Weight Watchers, Cosmogirl, Real Simple et Woman's World.
- Voir la catégorie Celebrity magazines sur la Wikipédia anglophone.
- Voir le site de Magazines of America (en anglais).

### Presse quotidienne
Aux Celebrity magazines sont parfois associés une partie de la presse quotidienne populaire dite « tabloid press » qui tire son nom de son format d'impression tabloïd (généralement 597 mm x 375 mm). Critiquée pour sa mise en page et son ton racoleur, elle est également désignée par le terme péjoratif de « gutter press » (« presse de caniveau »).
Les deux principaux quotidiens tabloïd des États-Unis d'Amérique sont le New York Daily News (795 153 exemplaires de diffusion en mars 2006), qui appartient au milliardaire Mortimer Zuckerman, et le New York Post (691 420 exemplaires), propriété de la News Corporation du milliardaire australien Rupert Murdoch.
Les autres grands tabloïds sont le Philadelphia Daily News, le Chicago Sun-Times, le Rocky Mountain News de Denver et Newsday à New York.

## En Espagne
Le magazine hebdomadaire ¡Hola!, propriété de l'éditeur espagnol Eduardo Sanchez Junco est décliné au Royaume-Uni (sous le nom de Hello!), aux Émirats arabes unis, en Turquie, en Russie, en Thaïlande et en Grèce. Il a également été adapté en France sous le nom de Ohla ! de 1998 à 2004.

## En Italie
Le magazine Chi (it), propriété du groupe Mondadori, relève de la presse people.

## En Finlande
- Ilta-Sanomat (appartient au groupe Sanoma WSOY)
- Iltalehti

## En Afrique
En Afrique aussi, la presse people se développe. Depuis la fin des années 1990, plusieurs titres ont vu le jour dans le continent.
Au Cameroun, par exemple, Nyanga (qui signifie chic en langue locale beti), un mensuel traitant de la vie des célébrités camerounaises, africaines et internationales reçoit les faveurs du lectorat. Édité par la société publique Sopecam (Société de presse et d’Éditions du Cameroun), le magazine tranche avec les principes de la presse à scandale. Il ne traite que des faits des célébrités nationales et internationale pouvant servir de modèle. Le magazine est le premier acheté en kiosque. D'après les statistiques fournis par Messapress, la société de distribution des journaux au Cameroun, Nyanga affiche les meilleures ventes devant des magazines de renommée internationale comme Voici, Marie Claire, Amina, etc.

### En Tunisie
- Tunivisions (appartient au groupe Media Visions Editing)
- Tunisie-news.com (appartient à l'agence de communication Buzz Brokers)